# 2016年リオデジャネイロオリンピックのドミニカ国選手団
2016年リオデジャネイロオリンピックのドミニカ国選手団（2016ねんリオデジャネイロオリンピックのドミニカこくせんしゅだん）は、2016年8月5日から8月21日までブラジルのリオデジャネイロで開催された2016年リオデジャネイロオリンピックドミニカ国選手団の名簿。

## 選手団
- 人員: 選手 2人
- 開会式旗手: ジョルダニス・ドゥラニョーナ

## 種目別選手・スタッフ名簿及び成績

### 陸上競技
| 選手                         | 種目         | 予選     | 予選 | 決勝     | 決勝     |
| 選手                         | 種目         | 結果     | 順位 | 結果     | 順位     |
| ---------------------------- | ------------ | -------- | ---- | -------- | -------- |
| ジョルダニス・ドゥラニョーナ | 男子三段跳び | 記録なし |      | 予選敗退 | 予選敗退 |
| シーア・ラフォンド           | 女子三段跳び | 12.82m   | 37位 | 予選敗退 | 予選敗退 |